# Daniel Juca
Daniel Garcia, mais conhecido como  Daniel Juca, é um quadrinista, ilustrador e designer gráfico brasileiro. Começou sua carreira nos anos 1990 publicando em fanzines como Dynamite, Mosh, Matanza e Comix, entre outros. Daniel também criou a revista de quadrinhos independentes Tarja Preta. Em 2010 dirigiu, ao lado de Daniel Paiva, o documentário Malditos Cartunistas, que posteriormente viraria série no Canal Brasil. Pelo documentário e a série, ganhou, respectivamente em 2011 e 2013, o Troféu HQ Mix na categoria "melhor produção para outras linguagens".